# San Sisto (Poviglio)
San Sisto è la maggiore delle frazioni del comune di Poviglio, distante dal capoluogo circa 4 km in direzione sud-ovest.

## Storia
L'abitato è attraversato longitudinalmente dalla via Parma (S.P. 20), antica strada postale la cui importanza strategica, come via di comunicazione tra i territori di Parma e di Reggio Emilia, ha influenzato le sorti della frazione. Essa infatti sorse come luogo di sosta per viaggiatori e come stazione di posta e cambio di cavalli per tabellari (portalettere) in transito tra Sorbolo e Poviglio, due centri dai quali San Sisto è pressoché equidistante. La prima menzione della frazione risale ad un manoscritto del 1022 (dove esso è definito comunello) in cui alcuni abitanti sono accusati di aver arrecato danni ad arbori et melgone. Dalle fonti si apprende poi che nel 1409 l'abitato, insieme ad altre località vicine, fu distrutto dalle truppe di Ottobono Terzi come atto di ritorsione nei confronti di Jacopo Dal Verme, signore di Poviglio. Successivamente, nel 1515, San Sisto fu conteso tra Federico Gonzaga, nuovo signore di Poviglio, e Parma alla cui giurisdizione apparteneva la vicina Enzola. La disputa rimase insoluta, dunque restò fermo lo status quo ante salvo che la località poté godere da allora della "protezione" gonzaghesca. Nel 1873 nella frazione sorse la "Società Operaia di Mutuo Soccorso", una delle prime della provincia reggiana, creata su impulso dell'avv. Odoardo Pasqualini, "figura eccelsa e nobile del socialismo prampoliniano". Il 23 aprile 1945, durante le ultime, convulse ore del secondo conflitto mondiale in Europa, un velivolo alleato (di quelli ribattezzati e tristemente noti come Pippo) compì un'incursione aerea sulla campagna povigliese, causando la morte di 13 abitanti di San Sisto. Da segnalare infine che, fino all'ultimo decennio del secolo scorso, a San Sisto fu attiva una sezione distaccata della scuola elementare.

## Chiesa di San Sisto
La chiesa della frazione, appartenente alla parrocchia di Poviglio (vicariato di Sant'Ilario-Castelnovo di Sotto della diocesi di Reggio Emilia), fu eretta nel 1663 e fu dedicata a papa Sisto II. Nel 1713 ricevette la visita pastorale di mons. Camillo Marazzani, vescovo di Parma. Sul frontone della chiesa, priva di ulteriori elementi architettonici di pregio storico-artistico, si legge: Divo Xisto II dicatum.

## Emergenze architettoniche e fitobotaniche

### Villa Pollina
La villa, nota anche come casino delle delizie, risale al XVI secolo ed è un pregevole esempio di villa padronale, dal gusto palladiano, immersa nel circostante contesto bucolico. All'interno si trovano alcune sale affrescate dal Baglioni con immagini grottesche ed effetti trompe l'oeil.

### Villa Pallavicino-Benassi
La villa è composta da un semplice fabbricato rettangolare, "poggiante su un seminterrato speronato e lumeggiato da aperture semilunari che conferiscono alla villa una certa eleganza".

### Boschetto di San Sisto
Un esempio dell'originaria vegetazione planiziaria padana, caratterizzata da estesi pioppeti, si può ammirare nel boschetto di pioppi che si trova poco fuori dall'abitato, in località Villaggio.

## Consulta di frazione
Dal 2010 gli abitanti di San Sisto, insieme a quelli delle vicine località di Enzola, Casalpò e Godezza, esprimono propri rappresentanti per la Consulta di frazione, organo con funzioni consultive e propositive chiamato a coadiuvare l'ente comunale sulle tematiche locali e del decentramento amministrativo.